# Landín
Landín es una localidad del estado mexicano de Guanajuato. Es parte del municipio de Comonfort.

## Demografía
| Gráfica de evolución demográfica |
|                                  |

| Censo | Población |
| ----- | --------- |
| 1900  | 351       |
| 1910  | 256       |
| 1921  | 251       |
| 1930  | 338       |
| 1940  | 238       |
| 1950  | 416       |
| 1960  | 535       |
| 1970  | 645       |
| 1980  | 780       |
| 1990  | 1 205     |
| 2000  | 1 375     |
| 2010  | 1 839     |
| 2020  | 2 237     |